# The R&A
The R&A je vedle United States Golf Association (USGA) jedním z řídících orgánů golfu na celém světě. USGA řídí golf ve Spojených státech a Mexiku a The R&A ve zbytku světa. Obě organizace sdílejí jednotný kodex pro pravidla golfu, pravidla amatérského statusu, standardy golfového vybavení a světový amatérský golfový žebříček. R&A sídlí v St Andrews ve Skotsku.
Historicky byl The R&A hovorový název pro Royal and Ancient Golf Club of St Andrews. V roce 2004 došlo k rozdělení jejich funkcí a nyní je od golfového klubu oddělena. The R&A pořádá The Open Championship, což je nejstarší mezinárodní golfové mistrovství světa mužů, Women's British Open, Senior Open Championship a také Walker Cup a Curtis Cup. Royal and Ancient Golf Club založil v roce 1986 dnešní oficiální světový golfový žebříček pro profesionály a v roce 2007 světový amatérský golfový žebříček pro amatéry. The R&A vlastní a provozuje The R&A World Golf Museum.